# Coprosma chathamica
Coprosma chathamica är en måreväxtart som beskrevs av Leonard C. Cockayne. Coprosma chathamica ingår i släktet Coprosma och familjen måreväxter.
Artens utbredningsområde är Chathamöarna. Inga underarter finns listade i Catalogue of Life.